# Mihara (Kōchi)
Mihara (三原村 Mihara-mura?) es una villa situada en el distrito de Hata, en la prefectura de Kochi, Japón. Tiene una población estimada, a fines de julio de 2024, de 1389 habitantes.
Su superficie total es de 85.37 km².

## Geografía

### Localidades circundantes
- Prefectura de Kōchi
  - Shimanto
  - Sukumo
  - Tosashimizu

## Demografía
Según los datos del censo japonés, esta es la evolución de la población de Mihara en los últimos años:
| 1995 | 2000 | 2005 | 2010 | 2015 | 2024 (est.) |
| ---- | ---- | ---- | ---- | ---- | ----------- |
| 1986 | 1871 | 1808 | 1681 | 1574 | 1389        |